# Hospital Sant Joan de Déu Barcelona
L'Hospital Sant Joan de Déu Barcelona és un hospital universitari especialitzat en els camps de la pediatria, ginecologia i obstetrícia; i que pertany a l'Orde Hospitalari de Sant Joan de Déu.
Està situat al passeig de Sant Joan de Déu d'Esplugues de Llobregat, municipi limítrof amb la ciutat de Barcelona. Va ser fundat l'any 1867.
L'Hospital de Sant Joan de Déu de Barcelona consta d'un llarg bagatge de més de 150 anys plens d'història i en els quals ha viscut múltiples transformacions i canvis motivats per la necessitat d'adaptar-se tant a les condicions sociosanitàries de l'època com als avenços tecnològics i a l'evolució de l'assistència sanitària.
Des del punt de vista cronològic, es poden determinar tres etapes del transcurs evolutiu de l'hospital.

## Història

### 1a etapa: Integració social

#### La implantació
El primer Hospital de Sant Joan de Déu fou inaugurat a Barcelona el 29 de novembre de 1867 sota el nom de l'Hospital de la Puríssima Concepció. L'hospital era un antic establiment de menjar situat a la vila de Gràcia que, un cop condicionat, va permetre servir d'asil per a nens malalts.
L'obra de l'hospital s'inicià amb tan sols tres nens ingressats i tres germans treballant-hi, tanmateix el nombre de malalts i vetlladors es va incrementar ben aviat. El creixement de la comunitat de germans va ser possible gràcies a la incorporació dels primers novicis i alhora el nombre de malalts atesos en tan sols quatre anys es va veure incrementat fins a cinquanta.
Però el centre ben aviat va resultar inadequat, ja que les instal·lacions no estaven preparades per a la magnitud de la labor. L'aigua era escassa i l'edifici no es trobava en una ubicació que facilités la recuperació dels nens. Per donar solució a les necessitats creixents d'una nova instal·lació es va començar un projecte d'ampliació i reforma de l'hospital, que es va arribar a realitzar gràcies a l'adquisició de les finques veïnes l'any 1872. Al mateix temps que el projecte d'ampliació es duia a terme també es va començar la recerca d'una ubicació més adient per a l'hospital que garantís l'òptima estada dels pacients.

#### El trasllat
L'any 1880 un dels principals benefactors de l'Hospital, Nònit Plandolit, va patir una greu situació financera que va culminar amb l'embargament de tots els seus béns, entre els quals hi constava l'hospital. Davant d'aquesta nova adversitat els germans hospitalaris van prendre la decisió de cercar una nova ubicació, tenint en compte, a més, les mancances de les instal·lacions que tenien en aquell moment. La inauguració del nou emplaçament encara sense construir, ara situat al terme de les Corts, entre la Diagonal i Déu i Mata, es va celebrar el 10 d'abril de 1881. Les obres del nou hospital ja anomenat Sant Joan de Déu van finalitzar el 1908 i es van començar a atendre 205 nens.

### 2a etapa: Adaptació

#### La transició
En els primers moments de postguerra, l'hospital arribà a fer-se càrrec dels problemes socials dels quals altres hospitals no donaven abast. Ben aviat, però, recuperà la seva tradició assumint les necessitats d'assistència mèdica del moment i recuperà el ritme i tot el prestigi del qual disposava abans de la guerra civil. El 1953 fou el període en el qual es començà la creació de l'Hospital de Sant Joan de Déu de noves especialitats, es van construir nous consultoris especialitzats, el primer dels quals fou el de Cardiologia.
El centre també va posar èmfasi en reduir progressivament la durada de l'hospitalització, sobre la qual diversos corrents científics alertaven del seu perill. Un dels pilars clau per a poder acomplir aquesta tasca va ser la creació de sales d'internaments curts. A principis dels anys 1960, l'Hospital de Sant Joan de Déu gaudia d'un gran prestigi per la seva destacada activitat ortopèdica i per l'especialitat de Pediatria General i les novetats en el camp de neuropediatria i psiquiatria infantil.

#### Desenvolupament científic hospitalari
Durant l'any 1965 la comunitat acordà l'actualització i l'adequació de l'hospital a les noves necessitats de la societat. Abans de posar en marxa el projecte però, s'havia de concretar el tipus i l'emplaçament de l'hospital que es volia dur a terme. Pel que es refereix al tipus, es va acordar que es convertiria en un centre materno-infantil, on hi tindria lloc l'atenció des dels primers mesos de vida, mitjançant una clínica obstètrica, fins al final de l'adolescència, els 18 anys.
Pel que fa a trobar l'emplaçament més adequat, es van tenir en compte zones on la possibilitat d'expansions futures fossin factibles i on no hi haguessin ja instal·lats altres centres d'atenció pediàtrica. Considerant aquests factors, finalment es va decidir el nou emplaçament a l'àrea sud-oest de Barcelona i la seva comarca, Esplugues de Llobregat. El projecte definitiu, inaugurat el 30 de juny de 1969, constava de 4 edificis. Un va ser destinat a l'internament pediàtric i serveis generals, un altre era destinat al servei d'urgències i maternitat, al tercer s'hi destinaren les consultes pediàtriques i serveis centrals, l'últim cos servia de residència de comunitat de germans.

### 3a etapa: Projecció social
Dues de les accions que destaquen la labor social de l'hospital durant aquesta etapa són la integració universitària i l'organització de l'Assistència Psiquiàtrica Infanto-Juvenil a Catalunya. El primer aspecte, en realitat representa la culminació de la labor que s'havia dut a terme durant els períodes anteriors. El 1993 es va declarar oficial la consideració d'hospital universitari. Pel que fa al segon aspecte, el Dr. Ferran Angulo, cap del Departament de Psiquiatria, propugnà una organització de centres primaris d'atenció psiquiàtrica infanto-juvenils. Aquests estaven distribuïts per a poder comprendre els 300.000 habitants, i organitzats de manera que poguessin oferir atenció tant a pacients de l'hospital de dia com a pacients internats. Els centres a destacar són: l'Hospital Clínic, la Vall d'Hebron i Sant Joan de Déu.
El treball social de l'hospital ha destacat sempre per l'especial atenció als problemes socials de les famílies i els pacients sobretot en casos de drogaddicció i el maltractament dels infants. Durant aquest període es van començar a posar en marxa campanyes a favor de la despenalització de l'avortament i la diagnosi prenatal. Aquest va ser un repte per l'hospital, ja que sempre s'havia basat en una ètica catòlica. Finalment es va aprovar el mètode de diagnosi prenatal però qualsevol decisió que plantegés algun dubte ètic es veia sotmesa al Comité d'Ètica. Una altra de les iniciatives empreses pel centre va ser la creació del Servei d'Atenció Pal·liativa dedicat a l'atenció del malalt terminal.